# ماری هاکه
ماری هاکه (آلمانی: Marie Hacke؛ زادهٔ ۱۷ ژوئیه ۱۹۸۹) بازیگر تئاتر و سینما اهل آلمان است. وی دانش‌آموختۀ دانشگاه هنر برلین است.
از فیلم‌ها یا مجموعه‌های تلویزیونی که وی در آن‌ها نقش داشته‌است، می‌توان به لوته در باهاوس و غریبه اشاره نمود.